# Teatro Comunale di Firenze
Het Teatro Comunale di Firenze (ook: Teatro del Maggio Musicale Fiorentino) was een theater in de Italiaanse stad Florence, dat van 1862 tot 2014 dienst deed als de opera van Florence.

## Geschiedenis
Het theater werd oorspronkelijk gebouwd als een openluchtamfitheater, de Politeama Fiorentiono Vittorio Emanuele genoemd, en kon 6.000 mensen herbergen. Het werd in gebruik genomen op 17 mei 1862 met een uitvoering van Gaetano Donizetti's Lucia di Lammermoor. Het werd de focus van het culturele leven in de stad. Na een sluiting veroorzaakt door een brand, heropende het in april 1864 en verkreeg het een dak in 1882. In 1911 had het zowel elektriciteit als verwarming.
In 1930 werd het gebouw overgenomen door het stadsbestuur, die het hernoemde tot Teatro Communale. Bombardementen gedurende de Tweede Wereldoorlog beschadigden het gebouw opnieuw, en andere problemen waren de oorzaak van een sluiting voor drie jaar in 1958. Uiteindelijk heropende het toen gemoderniseerde theater in mei 1961 met Giuseppe Verdi's Don Carlos. Het was gewijzigd in een ellipsvormig auditorium met 2.000 zitplaatsen, een grote orkestbak, een verdieping met loges en twee brede, halfcirkelvormige galerijen, die de oorsprong van het gebouw als amfitheater geen recht doen.
Doordat het theater steeds nauwer werd verbonden met het eerste en belangrijkste muziekfestival van Italië, de jaarlijkse Maggio Musicale Fiorentino, dat in 1931 was begonnen als een driejaarlijks festival en – behalve tijdens de oorlogsjaren –een jaarlijks festival werd in 1937 werd zijn naam nogmaals veranderd gedurende de festivals in Teatro del Maggio Musicale Fiorentino.
Met de nieuwbouw van de Opera di Firenze in 2014 werd het Teatro Comunale di Firenze gesloten en in 2021 gesloopt.

## Afbeeldingen

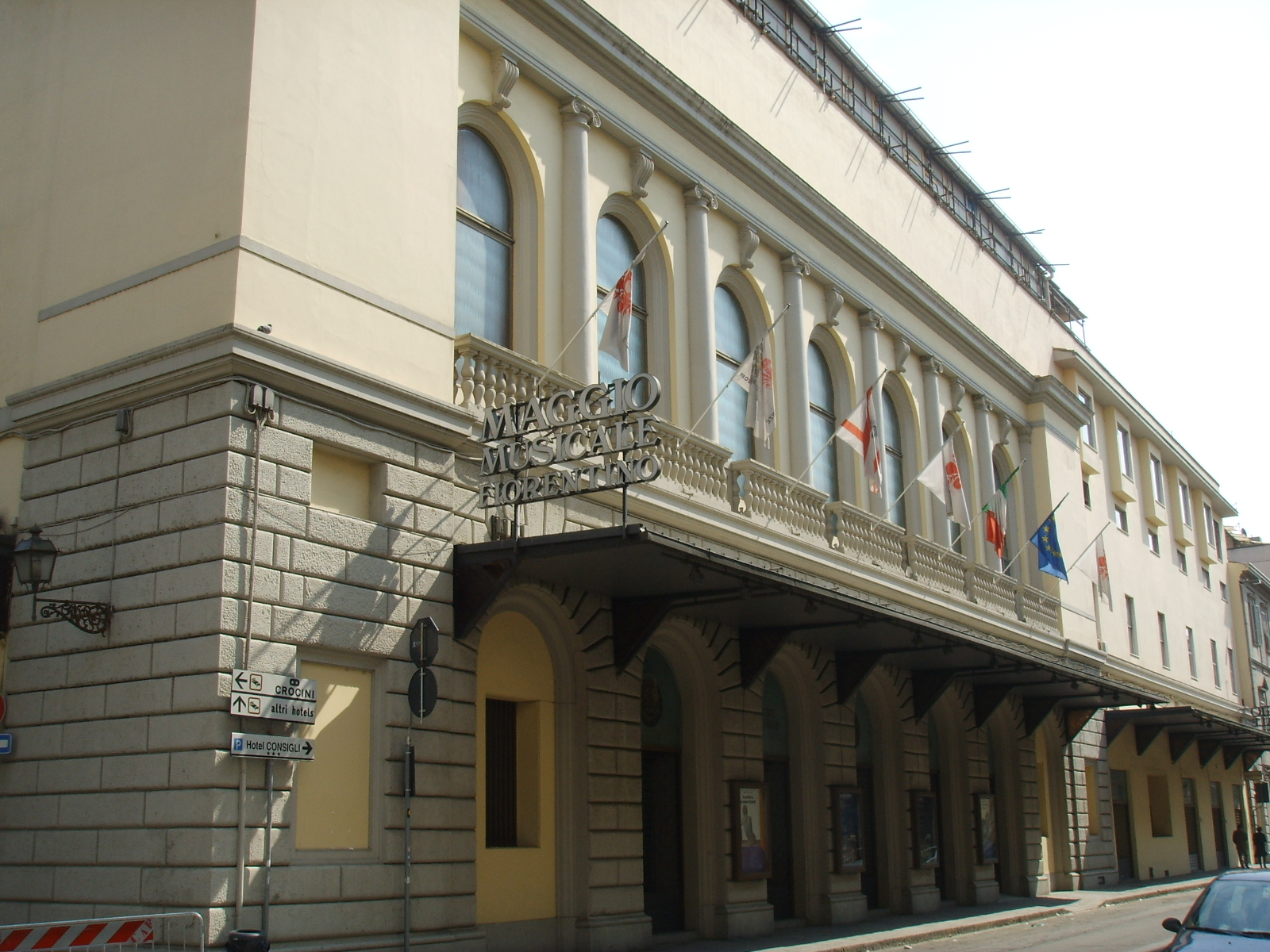
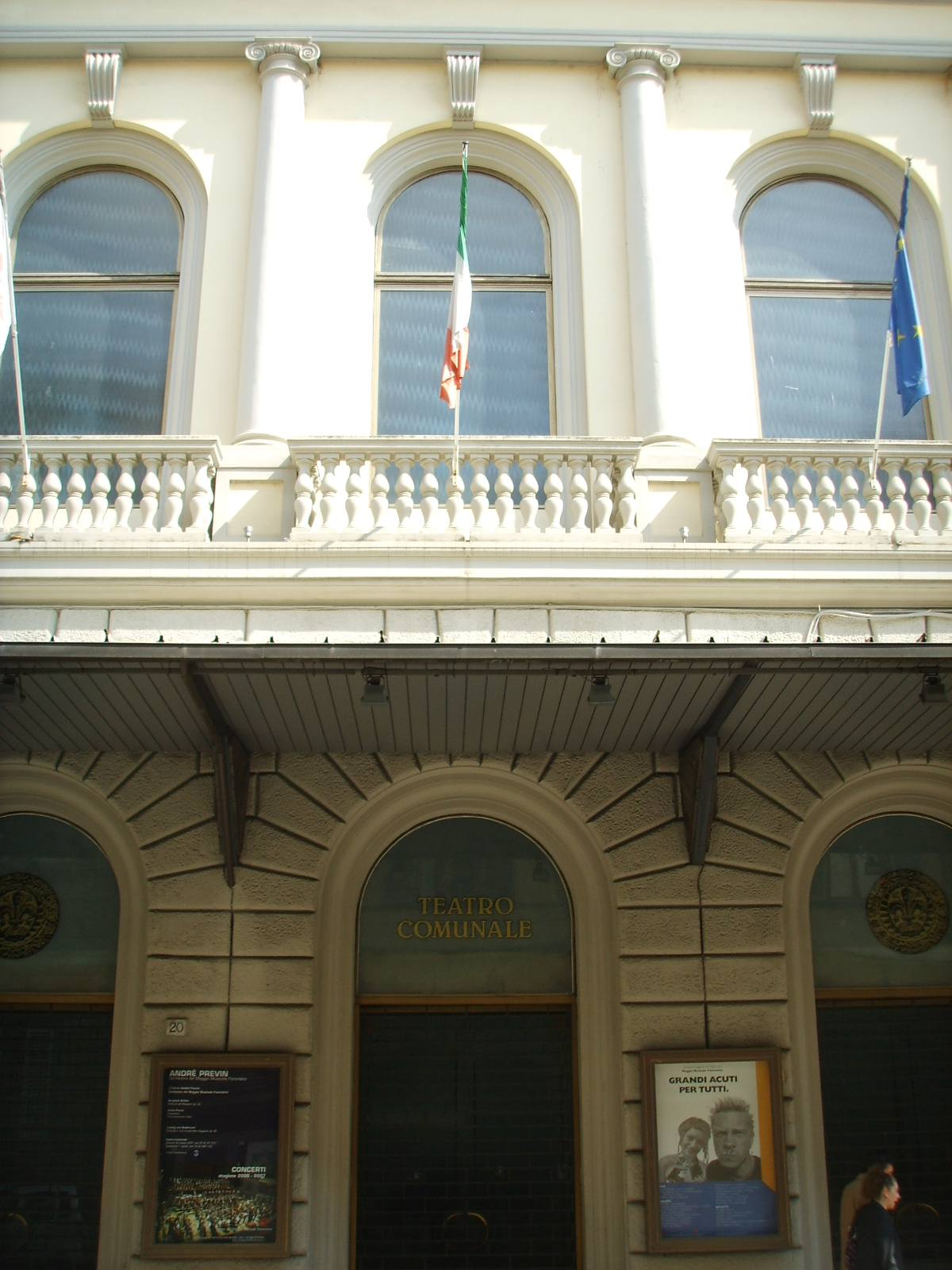
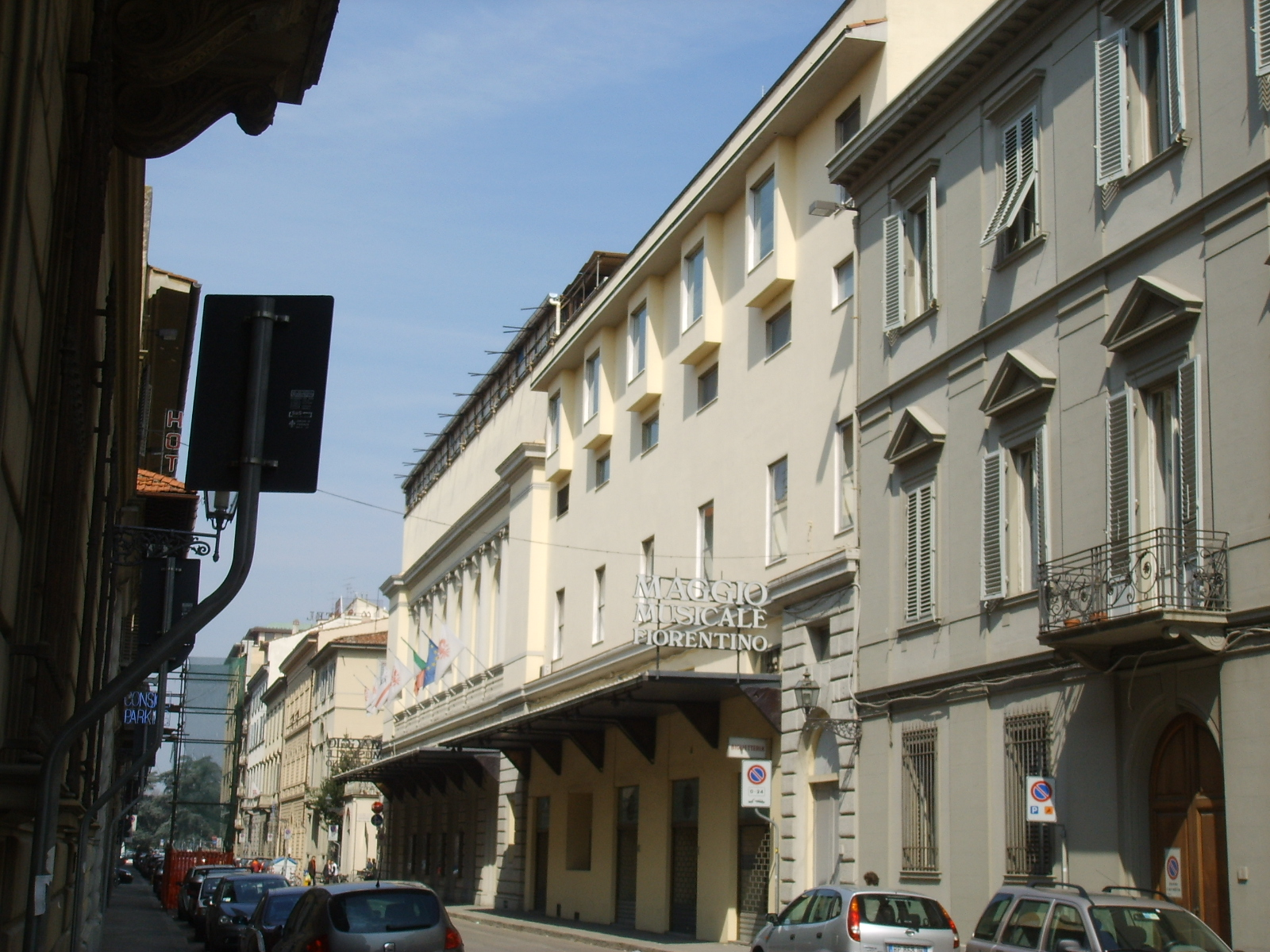